# 鋸吻剃刀魚
鋸吻剃刀魚，又稱藍鰭剃刀魚、漂潮魚、鬼龍。

## 分布
本魚分布於印度、西太平洋。從東非到馬紹爾群島，日本南部到澳大利亞的大堡礁，均可見。

## 深度
水深2公尺~20公尺。

## 特徵
體側扁，無側線，體色多變化，由褐色至粉紅色或黃色均有，體側布滿許多小黑點及白點；吻延長為扁管狀，無齒，具有一對鬚；第一背鰭無棘，胸鰭小，第二背鰭及尾鰭特大，尾鰭幾乎與軀幹同長，臀鰭圓形。第一背鰭有2枚大型暗色斑，皮膚具有數列星狀突起；吻部背面無鋸齒，平直而不彎曲。母魚腹鰭的一部分下緣變形為相接而成的孵卵袋，體型也比公魚大。體長可達17公分。

## 生態
本魚體色適其棲地環境而定，多半生活或靠近海草或藻床，以擬態方式模仿海草，不易被發現。常成對出現，以吸食方式獵取浮游生物。

## 經濟利用
多作為海水觀賞魚，不具食用價值。